# Universidad Autónoma de Asunción (futebol)

## Futebol ferminino
A Universidad Autónoma de Asunción é uma universidade do Paraguai, que tem um clube de futebol feminino. Ele participou da Copa Libertadores da América de Futebol Feminino de 2009 e da Copa Libertadores da América de Futebol Feminino de 2010.
A Universidad Autónoma de Asunción está situada na Rua Jejuí, esquina com a Oleary. Com instalações modernas que abrigam uma árvore centenária ao centro do prédio, oferece cursos de graduação, mestrado e doutorado.  Os cursos de mestrado  e doutorado são principalmente frequentados por estudantes brasileiros e angolanos.

## Futebol de areia
A equipe UAA foi vice-campeão do campeonato metropolitano para o rival Garden Club, por 6-4 na final. Mas por conta do Garden Club ser o clube representante na Copa Libertadores de Futebol de Areia de 2017 organizado pela Conmebol, a  Universidade Autônoma de Assunção teve a oportunidade de representar o país nessa edição.
A equipe da Universidade Autônoma de Assunção (UAA) conquistou o campeonato paraguaio em 2018, venceu o Areguá na final e foi campeão da edição de 2018.